# Nelson Mandela

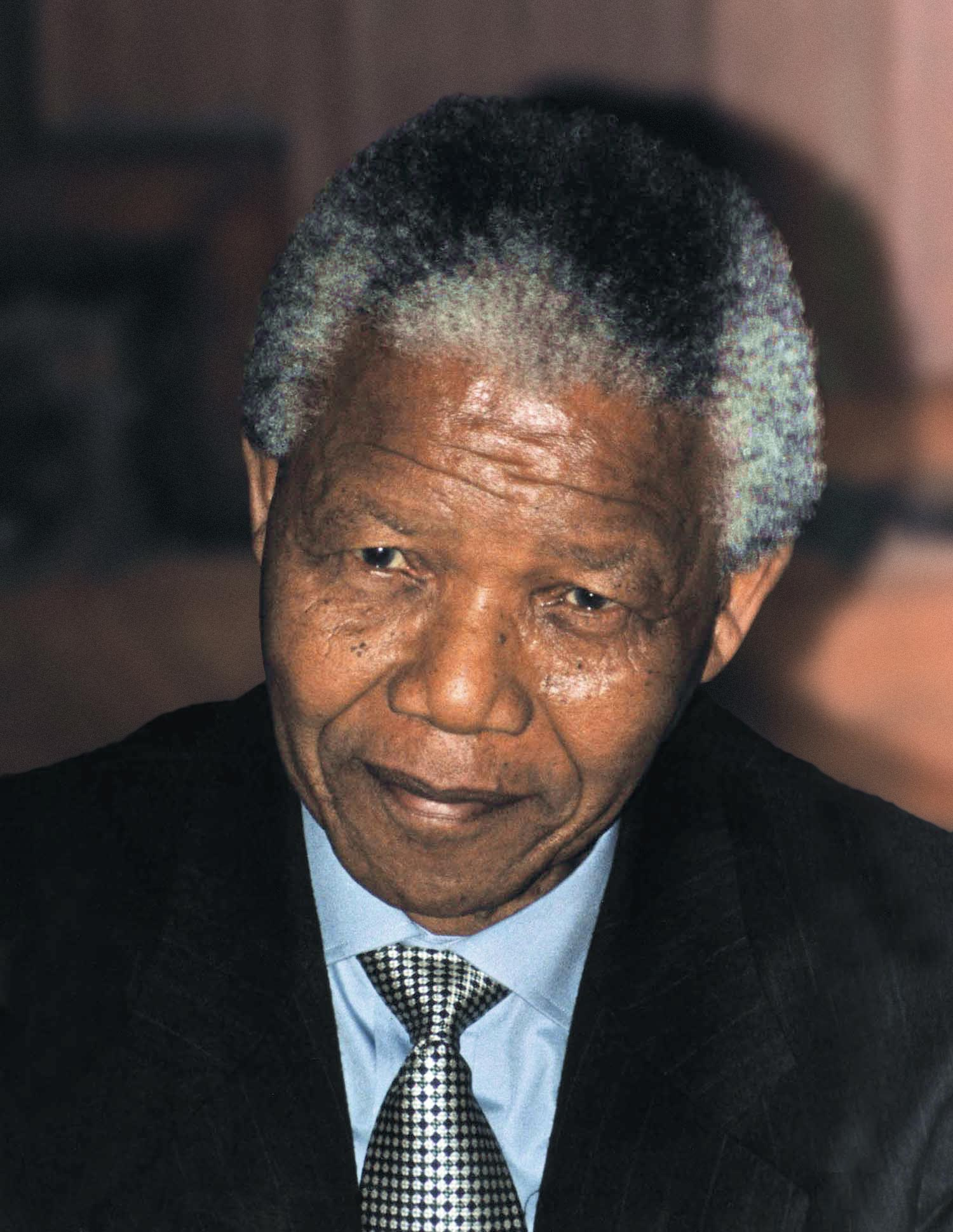
Nelson Mandela (1994)

Nelson Rolihlahla Mandela [nelsɒn xoˈliɬaɬa manˈdeːla] (* 18. Juli 1918 in Mvezo, Transkei; † 5. Dezember 2013 in Johannesburg), in Südafrika häufig mit dem traditionellen Clannamen Madiba bezeichnet, oft auch Tata genannt (isiXhosa für „Vater“), Initiationsname Dalibunga, war ein südafrikanischer Aktivist und Politiker im Jahrzehnte andauernden Widerstand gegen die Apartheid und von 1994 bis 1999 der erste schwarze Präsident seines Landes. Ab 1944 engagierte er sich im African National Congress (ANC). Aufgrund seiner Aktivitäten gegen die Apartheidpolitik in seiner Heimat musste Mandela von 1963 bis 1990 insgesamt 27 Jahre als politischer Gefangener in Haft verbringen. Mandela war ein führender und herausragender Vertreter im Freiheitskampf gegen Unterdrückung und soziale Ungerechtigkeit. Er war der wichtigste Wegbereiter des versöhnlichen Übergangs von der Apartheid zu einem gleichheitsorientierten, demokratischen Staatswesen in Südafrika. 1993 erhielt er deshalb den Friedensnobelpreis. Bereits zu Lebzeiten wurde Mandela für viele Menschen weltweit zum politischen und moralischen Vorbild. Er gilt als großer afrikanischer Staatsmann im 20. Jahrhundert.

## Kindheit und Jugend

### Eltern und Königshaus der Thembu
Mandela wurde am 18. Juli 1918 im Dorf Mvezo am Ufer des Mbashe-Flusses in der Nähe von Umtata, der Hauptstadt der Transkei, geboren. Sein Vater, Gadla Henry Mandela, gab ihm den Namen Rolihlahla, was wörtlich „Am Ast eines Baumes ziehen“ bedeutet – gemeint ist damit ein „Unruhestifter“. Seine Mutter, Nosekeni Fanny, war Gadlas Drittfrau. Den britischen Namen Nelson erhielt Mandela erst an seinem ersten Schultag. Der junge Rolihlahla, der drei Schwestern und drei Brüder hatte, wurde durch seine Zugehörigkeit zum Königshaus der Thembu geprägt, die zum Volk der Xhosa gehören. Jedoch war er innerhalb der Thembu-Monarchie Angehöriger einer Nebenlinie, so dass sein Vater in erster Linie für die königliche Hofhaltung und die Beratung des Monarchen verantwortlich war, während die Hauptlinie traditionell den König stellte. Mandela hatte eine naturverbundene Kindheit in relativem Wohlstand.

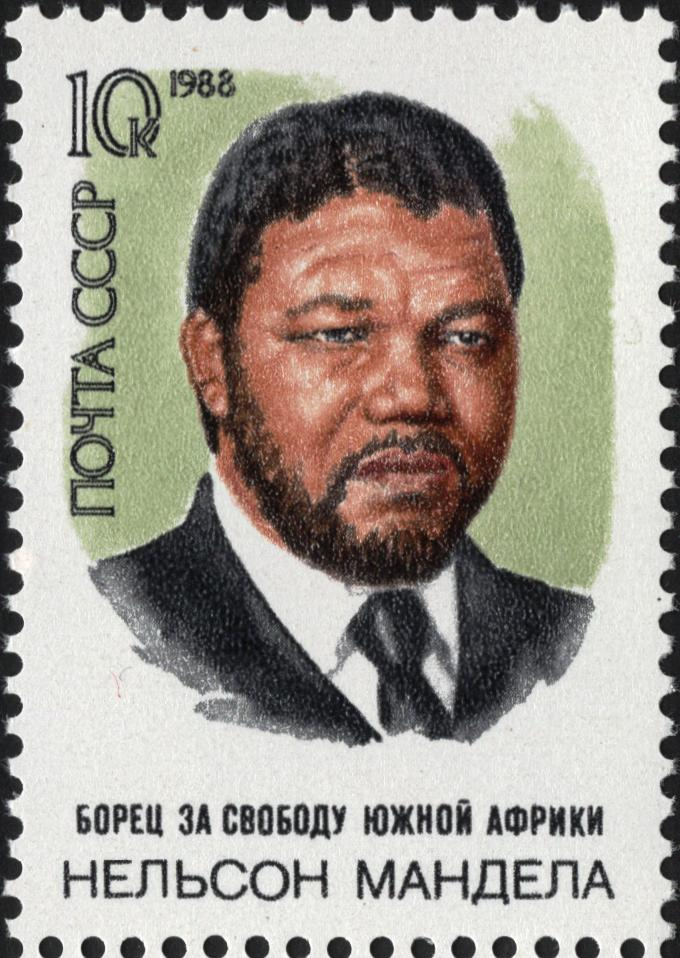
Mandela-Porträt auf einer sowjetischen Briefmarke 1988 („Kämpfer für die Freiheit Südafrikas“)

Nach einem Streit mit der weißen Provinzregierung verlor sein Vater Amt und Vermögen. Daraufhin zog die Mutter mit ihrem Sohn zu Verwandten einige Täler weiter in das Dorf Qunu, unweit von Umtata. Der Junge wurde geformt durch „Sitte, Ritual und Tabu“ der Xhosa. Bereits mit ungefähr fünf Jahren hütete er die Tiere, sammelte Essbares, lernte Fische zu fangen und mit Stöcken zu kämpfen. Während seine Mutter in Qunu Christin wurde, blieb sein Vater zeitlebens den religiösen Traditionen der Xhosa treu. Er ließ seinen Sohn allerdings methodistisch taufen, um ihm eine formale Bildung zu ermöglichen. Mandela blieb zeitlebens Mitglied dieser Kirche.

### Schulausbildung
1925 schickte ihn sein Vater auf die kleine Methodistenschule von Qunu, die er mit einem insgesamt guten Zeugnis bewältigte. Als der Vater 1927 starb, war Mandela neun Jahre alt. Nach dem Tod seines Vaters wurde er als Waise vom Stammesoberhaupt der Tembu adoptiert und zum Wahlbezirksführer ernannt. Mit 16 wurde er traditionsgemäß mit einem Initiationsritual in die Reihe der Erwachsenen seines Volkes, der Xhosa, aufgenommen. Er erhielt dabei den Namen Dalibunga, deutsch etwa „Gründer des Rates“. Danach besuchte er das Clarkebury Boarding Institute in Engcobo, eine Internatsschule für Thembu, wo er sein Junior Certificate erhielt.
Schon als Kind lernte er, wie er in seiner Autobiografie berichtet, seine „Gegner zu bezwingen, ohne sie zu entehren“ und später die Methode der einvernehmlichen Beschlussfassung: In den Stammesversammlungen – unter Leitung seines Adoptivvaters – konnte jeder Mann, ob arm oder reich, seine Anliegen, darunter Kritik am Regenten, freimütig vortragen. Der Anführer hörte zunächst kommentarlos zu und bemühte sich anschließend um eine Konsensfindung.

### Studium
1937, mit 19 Jahren, kam er an die ungefähr 250 Kilometer von Umtata entfernte methodistische Missionsschule Healdtown Weslean College bei Fort Beaufort. Das College war britisch geprägt. Dort hatte er erstmals freundschaftliche Beziehungen zu einem Nicht-Xhosa und begann langsam ein Bewusstsein als Afrikaner zu entwickeln, unabhängig von traditionellem Stammesbewusstsein. Hier erwarb er sein Matric.
Im Alter von 21 schrieb sich Mandela 1939 im University College von Fort Hare in Alice ein, einer höheren Bildungseinrichtung in Regie der Anglikaner. Trotz ihrer nur 150 Studenten war sie von großer Bedeutung für afrikanische Gelehrte aus Süd-, Zentral- und Ostafrika. Hier begegnete Mandela seinem langjährigen politischen Weggefährten Oliver Tambo, einem späteren Präsidenten des African National Congress (ANC). Fort Hare wie auch Healdtown waren Zentren der Opposition gegen die politische Vormachtstellung der Weißen in Südafrika. Neben Mandela und Tambo erhielten hier viele andere Afrikaner ihre akademische Ausbildung, die Jahre später im politischen Widerstand eine führende Rolle spielen sollten. Mit dem Studium der Fächer Englisch, Anthropologie, Politik, „Eingeborenenverwaltung“ und Römisch-Holländisches Recht strebte Mandela nun, abweichend von der vorgesehenen Laufbahn am Thembu-Hof, eine Dolmetscher- oder Beamtenkarriere für das Regierungsministerium für „Eingeborenenangelegenheiten“ an.
In Fort Hare betätigte sich Mandela erstmals politisch und wurde 1940 in den Studentenrat, Student’s Representative Council (SRC), gewählt. Als Mandela mit anderen Kommilitonen gegen die schlechte Verpflegung auf dem Campus protestierte, reagierte die College-Leitung mit einem Ultimatum: Er konnte zwischen Einlenken und vorübergehender Suspendierung wählen. Mandela verließ das University College und die Region, nachdem der Regent Jongintaba, der Mandela viele Jahre erzogen hatte, die Verheiratung seines Sohnes Justice und Mandelas mit zwei Thembu-Mädchen arrangiert hatte. Das Lobola, der Brautpreis, war bereits für beide organisiert, so dass die Vermählung nicht mehr rückgängig gemacht werden konnte.
Die beiden Männer flohen daher nach Johannesburg, das sie im April 1941 erreichten. Anfangs arbeitete Mandela als Wachmann in einem Goldbergwerk am Witwatersrand, wo er die Praxis des Kapitalismus kennenlernte. Er wurde entlassen und nahm im selben Jahr auf Vermittlung von Walter Sisulu bei Lazar Sidelsky in der Anwaltskanzlei Witkin, Sidelsky & Eidelman eine Ausbildungsstelle an, wo er zum ersten Mal freundschaftliche Beziehungen zu einem Weißen, dem jüdischen Kommunisten Nat Bregman, entwickelte. Seinen Wohnsitz hatte Mandela im Stadtteil Alexandra, wo er unter ärmlichen Bedingungen lebte. In Johannesburg war Mandela auch als Schwergewichtsboxer aktiv. Mandela beendete 1943 im Fernstudium an der University of South Africa (UNISA) seinen Bachelor of Arts, worauf er an das University College of Fort Hare zwecks Graduierung zurückkehrte. In Johannesburg ermutigte ihn der ANC-Generalsekretär Walter Sisulu, ein Jurastudium an der Witwatersrand-Universität zu beginnen. Während dieser Zeit lernte Mandela seinen späteren Anwalt Joel Carlson kennen. 1949 musste er die Universität ohne Abschluss verlassen, da er die Abschlussprüfung wegen seiner politischen Karriere mehrmals nicht bestanden hatte.
Während der 1960er Jahre nahm Mandela an einem Fernstudienprogramm der Universität London teil. Im Rahmen dieser University of London International Programmes absolvierte er 1963 wichtige Zwischenprüfungen (London Intermediate exams). Doch die zur Anerkennung für externe Hochschulabschlüsse zuständigen Behörden in Südafrika verhinderten mit den von ihnen aufgestellten Bedingungen bis in die 1970er Jahre den erfolgreichen Abschluss seines Jura-Studienganges.
Erst 1989, zum Ende seiner Haftzeit, konnte Mandela dieses bis dahin unvollendete Studium an der UNISA mit einem Bachelor of Law abschließen.

## Politische Aktivität

### Anfänge
Als junger Jurastudent engagierte sich Mandela in der politischen Opposition gegen das weiße Minderheitsregime mit dem Ziel, für die schwarze Mehrheit des Landes gleiche politische, soziale und wirtschaftliche Rechte zu erkämpfen. 1944 trat er dem ANC bei und gründete im selben Jahr zusammen mit Walter Sisulu, Oliver Tambo und anderen die ANC Youth League (etwa: „ANC-Jugendliga“). Hintergrund war die Unzufriedenheit mit der wirkungsarmen Politik der damaligen ANC-Führung unter Alfred Bitini Xuma und das Misstrauen gegenüber deren Zusammenarbeit mit der Kommunistischen Partei und Vertretern der Inder. Die nationale Befreiung der Afrikaner aller Stämme konnte, so die Auffassung der Liga, nur von Afrikanern erreicht werden, die nicht von ausländischen Ideologien dominiert waren. Bis etwa 1949 neigte er, mehr noch als andere seiner Gefährten, einem konsequenten „afrikanischen Nationalismus“ zu. Er meinte, ein gemeinsamer Kampf sei zu sehr vom kulturellen Hintergrund der Weißen beeinflusst und könnte die schwarzen Minderwertigkeitsgefühle nicht überwinden. Die gesamte Jugendliga wurde mit ihren damaligen Vorstellungen in der ANC-Exekutive überstimmt.
Nach dem Sieg der „Afrikaaner“-dominierten National Party über die United Party unter Jan Smuts bei den Wahlen 1948 führten die Wahlgewinner die Politik der Apartheid ein. Diese politische Umwälzung beschrieb Mandela 1994 folgendermaßen: „Apartheid […] war die Kodifizierung aller Gesetze und Vorschriften, die über Jahrhunderte hinweg die Schwarzen gegenüber den Weißen in einer untergeordneten Position gehalten hatten.“ „Die weiße Vorherrschaft“ sollte „mit aller Härte“ gegenüber „Afrikanern, Farbigen und Indern“ „für alle Zeit“ gesichert werden. Dazu wurden Gesetze erlassen, wonach alle Südafrikaner nach „Rassenzugehörigkeit“ eingeteilt, „Mischehen“ verboten, das begrenzte Wahlrecht für Nichtweiße abgeschafft und strikt getrennte Wohnbezirke eingeführt werden sollten. Damit sei die Hautfarbe das einzige und wichtigste Kriterium zur Bewertung des einzelnen geworden. Diese Erfahrung war für ihn und seine Mitstreiter nicht neu. Auch vor der Machtübernahme der Regierung Malan im Jahre 1948 herrschte unter der Vorgängerregierung von Smuts eine repressive und tyrannische Politik. Die einsetzende Verschärfung der bisherigen Politik ergab sich nun durch eine gesetzlich stärker abgesicherte Vergeltungstaktik gegen jegliche Oppositionsarbeit, die auch die ungezügelte Anwendung der Todesstrafe beinhaltete. Schon das Tragen von ANC-Farben wurde zur strafbaren Handlung deklariert.
Mandela war um 1950 unter dem damaligen ANC-Vorsitzenden Albert Luthuli der Generalsekretär der Organisation. Beide beeindruckten durch ihre Redegewandtheit bei den öffentlichen Auftritten und der ANC gewann dadurch an Ansehen.
Offiziell übernahm Mandela 1948 erstmals innerhalb der ANC-Jugendorganisation eine Funktion. Der damalige Vorsitzende Ashby Peter Solomzi Mda stellte ihn in einem Rundschreiben an die Ortsgruppenleiter als Bachelor, aktiven Jurastudenten und neuen Sekretär der Organisation vor und bat die regionalen Funktionäre um Kontaktaufnahme mit ihm. Im selben Jahr wurde ihm bereits die Leitung einer landesweiten Kampagne der ANC Youth League übertragen, die der Anwerbung von neuen Mitgliedern und einer verbesserten Bekanntheit diente. In deren Verlauf gewann er schnell Ansehen und konnte viele Kontakte knüpfen. Schon 1951 wurde Mandela zum Präsidenten der ANC Youth League gewählt und übernahm wegen der Bannung von J. B. Marks 1952 den ANC-Vorsitz in der Provinz Transvaal. Während dieser Zeit nahm seine Popularität weiter zu. Ständig war Mandela als „leitender Freiwilliger“ im Land unterwegs, um neue Mitglieder zu gewinnen und Geld zu sammeln. Dabei sah er die Familie kaum noch und gab sogar seine Rechtsanwaltspraxis auf. Mandela schrieb im zeitkritischen Guardian, bis diese Zeitung auf politischen Druck hin eingestellt werden musste. Folglich wandte er sich den Magazinen Liberation und Fighting Talk zu, die „weiße“ Presse ignorierte den ANC während dieser Zeit konsequent.
Mandela traf nun zunehmend Politiker des South African Indian Congress (SAIC) und der Communist Party of South Africa und öffnete sich zum Marxismus und zu einer Politik, die nicht nach Hautfarbe unterschied. 1952 führte er die landesweite Defiance Campaign des ANC an, die von den Methoden des gewaltlosen Widerstands Mahatma Gandhis inspiriert war. Die Defiance Campaign brachte dem ANC einen großen Zuwachs an Popularität. Am 30. Juli 1952 wurde er aufgrund seines Engagements unter dem Suppression of Communism Act festgenommen und zu einer Bewährungsstrafe verurteilt. Er eröffnete im August desselben Jahres mit Oliver Tambo in Johannesburg die erste allein von Schwarzen geführte Anwaltssozietät Südafrikas unter dem Namen Mandela & Tambo Attorneys. Ein zweijähriges, zusätzliches Jura-Diplom auf der Grundlage seiner bereits erworbenen BA-Graduierung erlaubte die Praktizierung einer vollumfänglichen Anwaltstätigkeit.
Im Jahr 1952 entwickelte er den Mandela-Plan (M-Plan), ein basis- und bildungsorientiertes Widerstandskonzept gegen die Apartheid. Er wurde im Dezember 1952 für sechs Monate gebannt, so dass er Johannesburg nicht verlassen und auch an politischen Versammlungen nicht teilnehmen durfte. Im September 1953 wurde der Bann für zwei Jahre erneuert. Zusätzlich wurde ihm aufgetragen, den ANC zu verlassen. Trotzdem war er maßgeblich am Volkskongress (Congress of the People) von 1955 beteiligt, dessen Verabschiedung der Freiheitscharta die Basis der Anti-Apartheid-Aktivitäten bildete. Darin wurden unter anderem gleiche Rechte für alle Bevölkerungsgruppen Südafrikas gefordert. Am 5. Dezember 1955 wurde Mandela erneut festgenommen und 1956 zusammen mit 155 anderen Aktivisten wegen Landesverrats im Treason Trial angeklagt. Der Prozess zog sich bis 1961 hin und endete mit dem Freispruch aller Angeklagten. Von Februar 1956 an war Mandela erneut für fünf Jahre gebannt.

### Nach der Bannung des ANC

#### Aktivitäten im Inland
Nach seinem Freispruch im langwierigen Hochverratsprozess am 29. März 1961 ging Mandela nicht zurück zu seiner Familie, sondern lebte – offiziell zur Verhaftung ausgeschrieben – unter Pseudonym im Untergrund, meistens getarnt als Gärtner oder Chauffeur. Die Medien spekulierten monatelang über seine Tarnung und sein Wirken in der Untergrundbewegung. Einige Zeit lebte er als „Gärtner David“ im Haus des Kommunisten Arthur Goldreich auf der Liliesleaf Farm in Rivonia. Sein damaliger Spitzname The black pimpernel bezog sich auf das Buch The Scarlet Pimpernel (deutscher Titel: Die scharlachrote Blume bzw. Das scharlachrote Siegel), das von einem Helden mit verborgener Identität handelt.
Der ANC hatte bis Anfang der 1960er Jahre ausschließlich mit friedlichen Mitteln wie Versammlungen, Demonstrationen, Boykotten, Streikaktionen oder gezielten Gesetzesübertretungen gegen die weiße Vorherrschaft gekämpft. Hielten sich Mitglieder oder Gruppen nicht an diese grundsätzliche Entscheidung, wurden sie zur Ordnung gerufen, so auch Mitte 1953 Mandela, als er während der Kampagne gegen die zwangsweise Umsiedlung der Bewohner Sophiatowns ein einziges Mal während einer Protestversammlung zur Gewaltanwendung aufrief. Er beschreibt in seiner Autobiografie zustimmend, wie Konflikte in der Organisation bearbeitet wurden. Ein offenes Eintreten für kontroverse Auffassungen war erwünscht und möglich, doch hatten Beschlussfassungsorgane per Abstimmung eine Entscheidung getroffen, war diese für alle verbindlich, eine Maxime, die Mandela stets befolgte. Durchgehend betont er seine unbedingte Loyalität zum ANC, auch wenn er zahlreiche Fehler aus seiner Sicht analysiert.
Die Gewaltfrage sah Mandela in Abgrenzung zu Gandhi nicht grundsätzlich, sondern taktisch:
„Ich betrachtete Gewaltlosigkeit nach dem Gandhischen Modell nicht als unantastbares Prinzip, sondern als Taktik, die je nach Situation anzuwenden sei. Das Prinzip war nicht so wichtig, daß man der Strategie selbst dann folgen sollte, wenn sie selbstzerstörerisch sein würde, wie Gandhi glaubte.“
Nachdem im März 1960 beim Massaker von Sharpeville unbewaffnete Demonstranten erschossen und in der Folge der ANC und andere Anti-Apartheid-Gruppen verboten worden waren, unterstützten Mandela und seine Mitstreiter die vom ANC proklamierte Notwendigkeit des gewaltsamen Kampfes gegen die Apartheid.
Mandela leitete trotz des Banns die am 25. und 26. März 1961 in Pietermaritzburg stattfindende All-In African National Conference. Zu dieser Versammlung hatten im Dezember 1960 nach der zur Vorbereitung stattgefundenen Consultative Conference of African Leaders in Johannesburg (Orlando) mehrere prominente Personen aufgerufen, darunter Albert Luthuli (ANC), Barney William Ngakane (LP), Philemon Pearce Nokwe (SACP), Nimrod Boyce Tantsi (AME Church) und Zachariah Keodirelang Matthews (UFH, ANC). Das Vorbereitungstreffen wurde von der südafrikanischen Sicherheitspolizei überfallen, die hierbei Dokumente beschlagnahmte, 12 Teilnehmer anschließend verhörte und in Arrest nahm. Unter Anwendung des Suppression of Communism Act wurden sie vor dem Transvaal Supreme Court durch Richter Trollip verurteilt. Als Reaktion darauf bildete sich das African National Action Council mit Mandela als dessen Sekretär.
An der trotzdem in Pietermaritzburg abgehaltenen Konferenz nahmen rund 1400 Delegierte aus zahlreichen Oppositionsgruppen teil; Mandela verlangte die Schaffung einer National Convention (deutsch etwa: „Nationale Zusammenkunft“) von Delegierten aller Bevölkerungsgruppen, um eine neue Verfassung ausarbeiten zu lassen. Gleichzeitig wurde beschlossen, dass bei Nichterfüllung der Forderung vom 29. bis zum 31. Mai 1961 ein vom African National Action Council organisierter „Stay at Home“ (Generalstreik) im gesamten Land durchgeführt werde. Es handelte sich dabei um die letzten vergeblichen Versuche, die Regierung mit gewaltfreien Aktionen zur Gründung einer nicht-rassistischen Republik zu bewegen. Die Regierung lehnte die Forderung der All-In African National Conference ab, so dass der Streik ausgerufen wurde. Die Mobilisierung protestierender Schwarzer fiel mäßig aus, dagegen war sie unter Coloureds und Indern deutlich stärker. Der Staat reagierte mit Ausrufung zur Einsatzbereitschaft der Citizen Force und von Kommandoeinheiten. Danach empfing Mandela klandestin lokale und internationale Medienvertreter und informierte sie über das Scheitern dieser Bemühungen. Er hielt seine damaligen Worte in seiner Autobiografie fest:
„Wenn die Reaktion der Regierung darin besteht, mit nackter Gewalt unseren gewaltlosen Kampf zu zermalmen, so werden wir unsere Taktik zu überdenken haben.“ Die Zeit der friedlichen Umwälzungsversuche erklärte er für beendet.
Im Dezember 1961 wurde Mandela Anführer des bewaffneten Flügels des ANC, des Umkhonto we Sizwe (MK, „Speer der Nation“), der zunächst beschloss, Sabotageakte durchzuführen und dabei möglichst keine Menschenleben zu gefährden. Zugleich setzten Mandela und seine Mitstreiter sich mit den internationalen Guerillakämpfen zur Befreiung vom Kolonialismus auseinander.

#### Auslandsaufenthalt
Im Januar 1962 verließ Mandela über Bechuanaland ohne behördliche Erlaubnis Südafrika und hielt sich als ANC-Repräsentant in mehreren afrikanischen Ländern sowie zwei Wochen in Großbritannien bei Oliver Tambo auf. Zu seinen Reiseetappen gehörten Besuche im heutigen Tansania, Ägypten und Tunesien, wo er mit Anführern der Befreiungsbewegungen in Mosambik und Angola sprach.
In Äthiopien sowie in Marokko, unweit der algerischen Grenze, nahm er an einem kurzen militärischen Training teil. Im Verlauf dieses Programms traf Mandela mit Gefolgsleuten von Ben Bella zusammen. Den Aufenthalt in Äthiopien im Januar 1962 nutzte er auf Einladung des Pan African Freedom Movement for East and Central Africa (PAFMECA) zur Teilnahme und zu einer Rede auf deren Konferenz in Addis Abeba. Seine Reise führte ihn weiter über Mali, Guinea, Sierra Leone und Liberia in den Senegal.
Sein Ziel war es, um politische Unterstützung für den ANC zu werben und gleichzeitig um finanzielle und militärische Mittel für den MK. Während seines Auslandsaufenthalts traf er die ersten Guerilla-Kämpfer seiner Organisation auf dem Weg zu einem militärischen Ausbildungslager in Äthiopien, wo sie gemeinsam mit der Garde des Kaisers Haile Selassi trainiert wurden und einschlägige Vorlesungen an der Universität hörten. Nach Informationen der israelischen Zeitung Haaretz, die erst nach seinem Tod bekannt wurden, sollen unter seinen Ausbildern Vertreter des Mossad gewesen sein.
Im Juli 1962 veröffentlichte das Justizministerium unter Bezugnahme auf den General Law Amendment Act 1962 (Act No. 76 / 1962) eine Liste von 102 Personennamen (52 Weiße, 35 Schwarze, 9 Coloureds und 6 Inder), deren Reden und Aufsätze nicht mehr gedruckt oder anderweitig verbreitet werden durften. Im Oktober setzten die Behörden auch Nelson Mandela auf diese Liste.
Nelson Mandela kehrte im Juli 1962 über Bechuanaland wieder nach Südafrika zurück.

### Prozesse und Haft
Am 5. August 1962 wurde er zusammen mit dem Aktivisten Cecil Williams während einer Autofahrt nahe Howick in Natal wegen des Vorwurfs festgenommen, er habe sich den Behörden entzogen und führe weiterhin den verbotenen ANC im Untergrund auf dem Territorium Südafrikas an. Die Verhaftung erfolgte, nachdem er knapp eineinhalb Jahre in Freiheit und im politischen Untergrund gearbeitet hatte, unterbrochen von öffentlichen Auftritten für den ANC im Ausland.
Schließlich erfolgte im Oktober eine Bannungsverfügung, die ihm jegliche Teilnahme an Versammlungen verbot, was die Verbreitung seiner Schriften einschloss. Inzwischen hatte sich eine Aktionsgruppe mit dem Namen Free Mandela Committee gebildet, die neben Flugblattaktionen („the fighting underground leader of the freedom struggle“) auch eine Demonstration zum Tag des Prozessbeginns plante. Der Prozessauftakt wurde auf den 15. Oktober 1962 festgesetzt, fand allerdings kurzfristig in Pretoria und nicht wie vorgesehen in Johannesburg statt. Mandelas Verteidiger Joe Slovo wurde es verboten, Johannesburg zu verlassen. Vorsorglich sprach der Justizminister auch eine Bannungsverfügung gegen alle Versammlungen in Südafrika aus, die sich in den zwei Tagen vor dem Prozessauftakt mit Nelson Mandela hätten solidarisieren wollen.
Die Folge seiner Inhaftierung war schließlich eine Verurteilung am 7. November 1962 zu insgesamt fünf Jahren Gefängnis wegen Aufruf zur öffentlichen Unruhe (drei Jahre Haft) und Auslandsreisen ohne Reisepass (zwei Jahre). Er übernahm in dieser Gerichtsverhandlung seine Verteidigung selbst, da ihm die Anwesenheit seines Verteidigers mit der Begründung verwehrt wurde, es seien von ihm bislang keine entkräftenden Beweise vorgelegt worden und er hätte sich lediglich als unschuldig erklärt („I am not guilty of any crime“).
Die detaillierten und entscheidenden Hinweise, die zu seiner Festnahme führten, soll nach einem Bericht der New York Times aus dem Jahre 1990 den südafrikanischen Behörden die CIA geliefert haben.
Nach Verkündigung des Urteils wurde er Ende Mai 1963 auf die Gefängnisinsel Robben Island geschafft, aber schon bald wieder nach Pretoria geholt, nachdem am 11. Juli die übrige Führungsspitze des MK festgenommen worden war. Ab dem 7. Oktober 1963 stand Mandela in Pretoria im Rivonia-Prozess mit zehn Mitangeklagten wegen „Sabotage“ und „Planung bewaffneten Kampfes“ vor Gericht. Am 20. April 1964, dem letzten Prozesstag vor der Urteilsverkündung, begründete Mandela in seiner vierstündigen, vorbereiteten Rede ausführlich die Notwendigkeit des bewaffneten Kampfes, weil die Regierung weder auf Appelle noch auf den gewaltlosen Widerstand der nicht-weißen Bevölkerung in ihrem Bestreben nach Gleichbehandlung eingegangen sei und stattdessen immer repressivere Gesetze erlassen habe. Sein Beitrag wurde in der Rand Daily Mail und später unter dem Titel I am Prepared to Die weltweit veröffentlicht. Der Titel der Rede bezieht sich auf die Todesstrafe, die der Staatsanwalt verlangt hatte. Er erhielt im Prozessverlauf von George Bizos anwaltliche Unterstützung. Es war Mandelas vorläufig letzte öffentliche Rede bis 1990. Amnesty International stufte Mandela aufgrund dessen Befürwortung von Gewalt nicht mehr als zu unterstützenden Gefangenen (prisoner of conscience) ein.
Am 12. Juni 1964 verurteilte Richter Quartus de Wet nach achtmonatiger Verhandlung ihn und sieben weitere Mitstreiter zu lebenslanger Haft wegen Sabotage und Planung bewaffneten Kampfes. Die Freiheitsstrafe leistete er – zusammen mit weiteren ANC-Aktivisten – überwiegend auf Robben Island ab, die im Atlantischen Ozean vor Kapstadt liegt. Ab April 1982 folgten weitere sechs Jahre Inhaftierung im Pollsmoor-Gefängnis in Kapstadt – wo er 1988 an Lungentuberkulose erkrankte – und ab Dezember 1988 mehr als ein Jahr Haft im Victor-Verster-Gefängnis in Paarl. Während seiner Haftzeit belegte er Fernkurse für den Bachelor of Law an der London University.

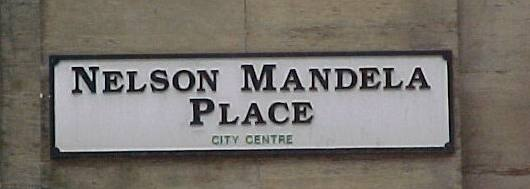
Beispiel weltweiter Beachtung in Glasgow, Schottland (2001)

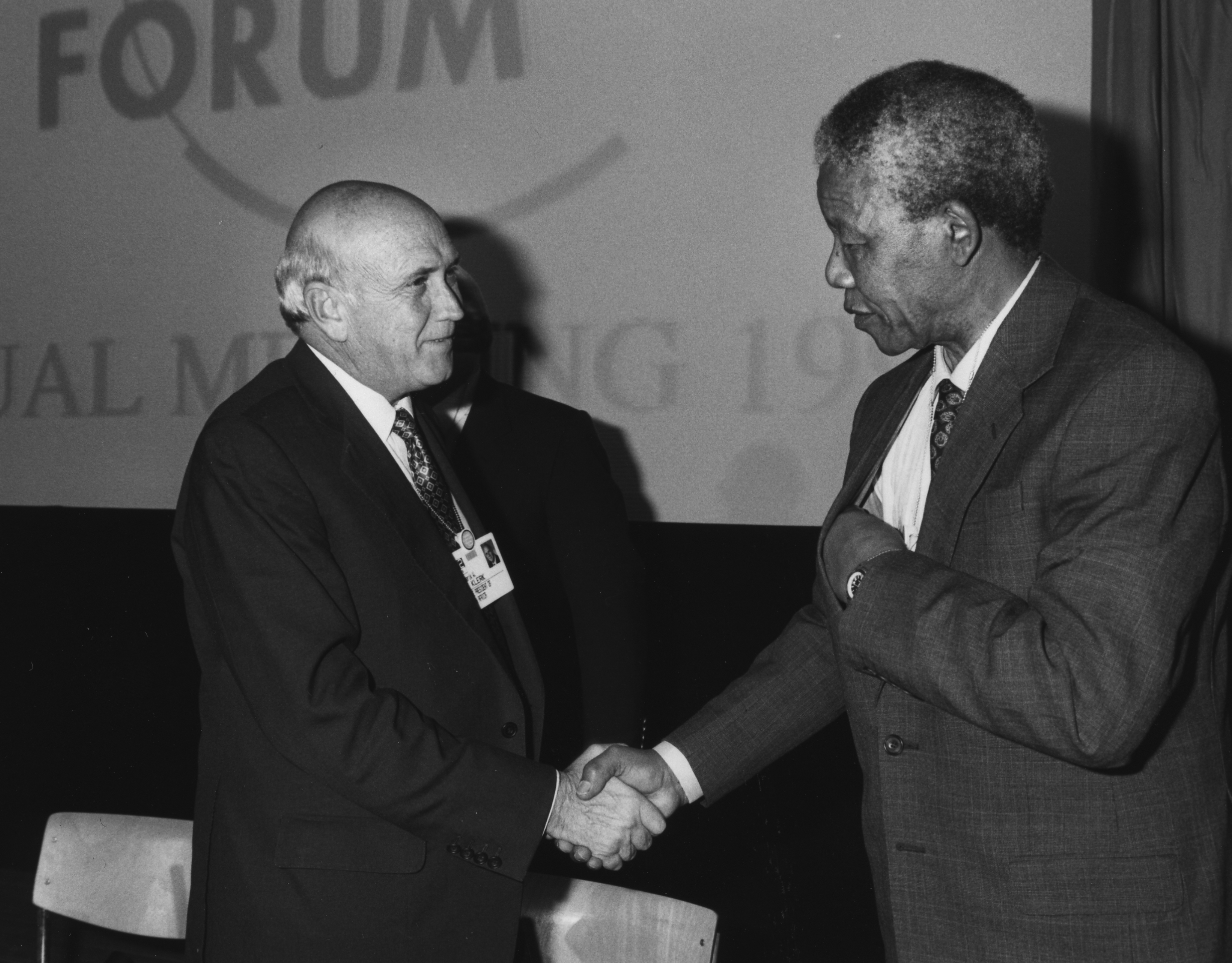
Mandela mit de Klerk beim Weltwirtschaftsforum in Davos (1992)

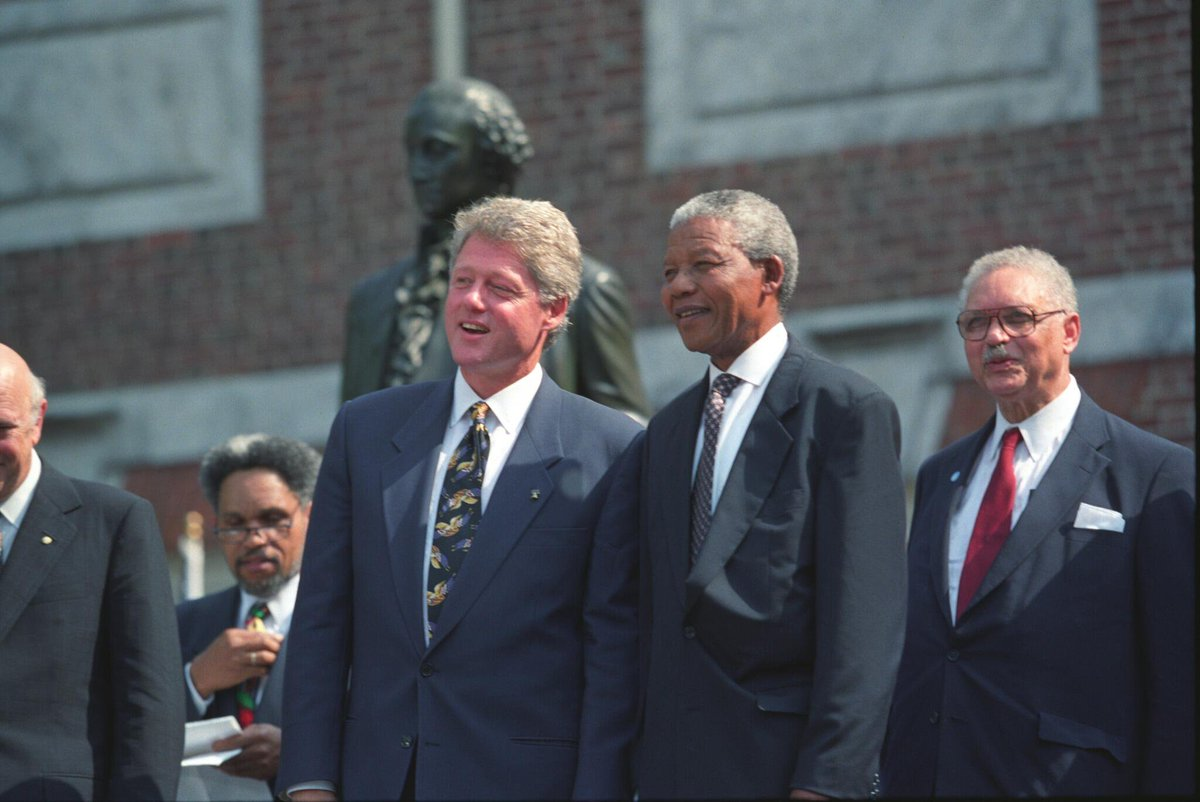
Mandela mit US-Präsident Bill Clinton (1993)

Es gab wiederholte Versuche der Kontaktaufnahme der südafrikanischen Regierung. Mandela lehnte ab Februar 1985 mehrmals das Angebot einer Freilassung ab, die an die Bedingung geknüpft war, dass der ANC auf den bewaffneten Kampf verzichtet. Der ANC verstärkte seine Kampagne zur Freilassung. Auch international gab es zahlreiche Solidaritätsbezeugungen mit Mandela, etwa das Nelson Mandela 70th Birthday Tribute Concert 1988 in London. Im selben Jahr erhielt er den Menschenrechtspreis der Vereinten Nationen.
Hingegen wurde Nelson Mandela gemeinsam mit anderen Vertretern des ANC 1988 von der US-amerikanischen Regierung unter Ronald Reagan als „Terrorist“ auf eine Watch List gesetzt und erst 2008 unter George W. Bush – der ihn zuvor zweimal mit hohen Ehrenzeichen ausgezeichnet hatte – von dieser Liste gestrichen. Auch die britische Premierministerin Margaret Thatcher hatte ihn 1987 einen „Terroristen“ genannt.
Mehrfach wurde behauptet, Mandela gehöre der Kommunistischen Partei (SACP) an, was er und der ANC aber stets dementiert hatten. Sie betonten vielmehr die gute Zusammenarbeit mit der SACP. Einen Tag nach seinem Tod gab die SACP in einem Nachruf an, er sei 1962 nicht nur Mitglied der Partei, sondern auch ihres Führungsgremiums Zentralkomitee gewesen. Wiederholt tauchten Behauptungen auf, dass nicht nur Nelson Mandela Kommunist gewesen, sondern der von ihm und anderen Personen vertretene ANC eigentlich eine kommunistische Organisation gewesen sei. Positionen dieser Art sowie die Implementierung dieser Sichtweise in andere ideologisch geformte Artikulationen stammen und stammten meist aus burisch-nationalistischen und ultrakonservativ-klerikalen Kreisen, wie etwa vom Zentrum für reformatorische und zeitgeschichtliche Studien. Unbestritten und offenkundig hingegen ist jedoch die Kooperation mit unter anderen auch kommunistischen Partnern im Verlauf der Anti-Apartheid-Bewegung. Mandela sagte in einem veröffentlichten Interview mit Richard Stengel über sich selbst, dass er kein Mitglied der Kommunistischen Partei Südafrikas war und bereits als junger politischer Aktivist in Johannesburg zwar Veranstaltungen dieser Partei wegen deren gemischtethnischen Teilnehmerschaft und sozialen Themen besuchte, jedoch zu diesem Zeitpunkt antikommunistisch eingestellt war. Auch später waren der ANC und die SACP nach seiner Auffassung trotz ihrer Zusammenarbeit völlig verschiedene Organisationen.

### Freilassung und das Ende der Apartheid
Mandela wurde am 11. Februar 1990 aus der Haft entlassen. Staatspräsident Frederik de Klerk hatte den Befehl gegeben und wenige Tage zuvor das Verbot des ANC aufgehoben.
Am Tage seiner Freilassung hielt Mandela eine Rede vom Balkon des Rathauses in Kapstadt. Wenige Tage später leitete er in einer Rede vor 120.000 Zuhörern im FNB-Stadion in Johannesburg öffentlich seine Politik der Versöhnung (reconciliation) ein, indem er „alle Menschen, die die Apartheid aufgegeben haben“, zur Mitarbeit an einem „nichtrassischen, geeinten und demokratischen Südafrika mit allgemeinen, freien Wahlen und Stimmrecht für alle“ einlud. Diese Politik hatte er bereits während seiner Haftzeit durch zunächst geheime Gespräche mit einzelnen Vertretern des Regimes vorbereitet. Im Juli 1991 wurde Mandela einstimmig zum Präsidenten des ANC gewählt. In dieser Position leitete er Verhandlungen mit der Regierung über die Beseitigung des Apartheid-Systems und Schaffung einer neuen, vorläufigen Verfassung. Im Februar 1993 wurde eine Vereinbarung über freie Wahlen und eine fünfjährige Übergangsregierung der nationalen Einheit erzielt.
Mandela und de Klerk erhielten für diese Leistung 1993 gemeinsam den Friedensnobelpreis. Am 27. April 1994 gewann der ANC die ersten demokratischen Wahlen Südafrikas mit absoluter Mehrheit. Am 9. Mai wurde Nelson Mandela vom neuen Parlament zum ersten schwarzen Präsidenten des Landes gewählt. Er führte fortan eine Regierung, in der auch Minister der National Party und der Inkatha Freedom Party vertreten waren. Ebenfalls in diesem Jahr erschien seine Autobiografie Der lange Weg zur Freiheit (Original: Long Walk to Freedom). Dort schreibt er:
„Während dieser langen, einsamen Jahre (der Haft) wurde aus meinem Hunger nach Freiheit für mein eigenes Volk der Hunger nach Freiheit aller Völker, ob weiß oder schwarz. […] Ein Mensch, der einem anderen die Freiheit raubt, ist ein Gefangener des Hasses.[…] Der Unterdrückte und der Unterdrücker sind gleichermaßen ihrer Menschlichkeit beraubt. Als ich das Gefängnis verließ, war es meine Aufgabe, beide, den Unterdrücker und den Unterdrückten zu befreien.“ Doch ein langer, noch schwierigerer Weg stehe noch bevor. „Denn um frei zu sein genügt es nicht, einfach nur die Ketten abzuwerfen, sondern man muss so leben, dass man die Freiheit des anderen respektiert und fördert.“

### Präsident Südafrikas
Mandelas Einführung in das Amt des Präsidenten von Südafrika erfolgte am 10. Mai 1994 in einer Zeremonie vor den Union Buildings in Pretoria unter breiter internationaler Beteiligung.
Als Staatschef und Präsident des ANC (bis Dezember 1997) leitete Mandela die Umgestaltung des Staates und der Gesellschaft weg von der Apartheid und der Minderheitenherrschaft. Er gewann internationalen Respekt für sein Eintreten für nationale und internationale Versöhnung.
Starke politische Symbolkraft hatte Mandelas Auftritt bei der Rugby-Union-Weltmeisterschaft 1995 in Südafrika, als er die Springboks in deren grünem Trikot zum Finale auf das Spielfeld führte. Rugby galt als Sport der Weißen und mit seiner Geste zeigte Mandela, dass auch sie Teil des neuen Südafrika waren. Das Ereignis ist Gegenstand des Kinofilms Invictus – Unbezwungen (USA 2009), in dem Morgan Freeman die Rolle Mandelas spielt.
Während seiner Regierungszeit wurden zahlreiche Gesetze der Apartheidszeit widerrufen. Armee und Polizei wurden als South African National Defence Force und South African Police Service neugegründet. Kinder unter sechs Jahren, schwangere und stillende Mütter erhielten eine kostenlose Gesundheitsfürsorge; 1996 wurde die „Primäre Gesundheitsfürsorge“ für alle Südafrikaner kostenfrei. Im Februar 1996 begann die von Mandela eingesetzte Wahrheits- und Versöhnungskommission (TRC) unter Leitung des Friedensnobelpreisträgers Desmond Tutu mit der Aufarbeitung der Verbrechen zur Zeit der Apartheid. Am 22. Mai 1996 sprach er im Deutschen Bundestag. Im selben Jahr wurde eine neue Verfassung verabschiedet. Die Haushalte von rund zwei Millionen Menschen wurden an das Stromnetz angeschlossen, drei Millionen erhielten einen Wasseranschluss, 750.000 Häuser wurden neu gebaut. Mit dem Land Restitution Act of 1994 und dem Land Reform Act 3 of 1996 wurden Schritte zu einer Landreform unternommen. Radikaleren Gruppen gingen die in Mandelas Amtszeit erreichten sozialen Verbesserungen, vor allem in Bezug auf die AIDS-Krise, nicht weit genug. Kritiker bemängelten, dass die Verbrechen des Apartheid-Regimes nicht strafrechtlich geahndet wurden. Hatte es vor dem Machterhalt bereits Korruption in der ANC gegeben, begannen sich ANC-Politiker mit der Übernahme der Regierungsverantwortung, d. h. ab der Amtszeit Mandelas, auf Kosten des Staates und seiner Organisationen zu bereichern.
Mandela bezeichnete Politiker wie Fidel Castro und Muammar al-Gaddafi als „Kampfgenossen“ (comrades in arms). Castro hatte sich für Freiheitsbewegungen in Angola und Namibia engagiert und damit das Apartheidregime in Südafrika geschwächt. Am internationalen Tag der Solidarität mit dem Palästinensischen Volk am 4. Dezember 1997 in Pretoria sprach Mandela sich mit einem Grußwort für die Rechte der Palästinenser aus: „Wir wissen nur zu gut, dass unsere Freiheit unvollständig ohne die Freiheit der Palästinenser ist“. 1998 entsandte Mandela Soldaten nach Lesotho, um einen Putschversuch gegen die demokratisch gewählte Regierung von Pakalitha Mosisili niederzuschlagen. 1998 bis 1999 war Mandela Präsident der Bewegung der blockfreien Staaten.
Mandela (er hatte im Juli 1998 seinen 80. Geburtstag gefeiert) plante nie eine zweite Amtszeit; er hielt am 29. März 1999 seine Abschiedsrede und schied danach aus der aktiven Politik aus.

### Engagement nach der Präsidentschaft
So unbeugsam Mandela im Kampf gegen die Apartheid war, so überzeugend und charismatisch vertrat er die Politik der gegenseitigen Versöhnung und Vergebung. Sein Vermächtnis ist das Streben nach einer Welt freier gleicher Menschen, ohne Rassismus, demokratisch regiert und sozial organisiert. In Südafrika war es ihm gelungen, die Einheit der Nation zu sichern und den friedlichen, mit einer freiheitlichen rechtsstaatlichen Verfassung abgesicherten Übergang von einer rassistischen Diktatur zu einer Demokratie zu erreichen. Dabei genoss er nach einer Umfrage 1997 die Anerkennung von 80 % der Südafrikaner. Im Gegensatz zu vielen anderen gelang es ihm, den Versuchungen von Macht und Geld zu widerstehen, gab er doch die politische Staatsführung ab und wurde durch sein integres Wirken in der Gefangenschaft und nach der Freilassung zum Vater („tata“) der neuen Nation.
Nach dem Ende seiner Präsidentschaft betätigte sich Mandela – nunmehr in Südafrika und weltweit anerkanntes politisches und moralisches Vorbild – für eine Reihe von sozialen und Menschenrechtsorganisationen und trat als „Philanthrop, Friedensstifter und Anwalt der Aidskranken“ (Bierling) auf. Er gründete am 19. August 1999 die Nelson-Mandela-Stiftung, die sich der ideellen Fortsetzung seines Lebenswerkes und der Geschichte der Antiapartheidsbewegung widmet. Dort organisierte er persönlich, unterstützt von seiner Assistentin Zelda La Grange, die Aidshilfe in Südafrika, legte ein Stipendiatenprogramm für schwarze Studenten auf und sammelte Geld für den Nelson Mandela Children’s Fund. Mandela bereiste große Teile der Welt und traf sich mit politischen, religiösen, wirtschaftlichen und kulturellen Repräsentanten sowie, oft überraschend, mit gewöhnlichen Menschen.
Im Jahr 2002 wurde die Mandela Rhodes Foundation mit dem Sitz in Kapstadt gegründet. Sie dient der Förderung junger afrikanischer Führungskräfte im südlichen Afrika. Die Gründungsinitiative wurde mit einem Festakt unter seiner Beteiligung und in Anwesenheit von Bill Clinton, selbst Rhodes-Stipendiat, und Tony Blair in der Westminster Hall vollzogen.
Mandela wandte sich mehrmals gegen die militärische Intervention im Irak. Anfang 2003 hielt er Reden, in denen er George W. Bush und den britischen Premierminister Tony Blair heftig wegen ihrer Irak-Politik kritisierte.
1999 begann der englische Singer-Songwriter und Rock-Musiker Peter Gabriel ein Gespräch mit dem Unternehmer Richard Branson über die Notwendigkeit einer neuen Versammlung von Weltführern für unser zunehmend vernetztes globales Dorf. Sie brachten die Idee für eine solche Gruppe, die sie „The Elders“ nannten, zu dem Mann, der die von ihnen gesuchten Führungsqualitäten verkörperte – Nelson Mandela. 2007 gründete Mandela zusammen mit Desmond Tutu und anderen weltweit bekannten ehemaligen Amtsträgern die Gruppe The Elders, in der rund zehn ältere, angesehene Personen aus verschiedenen Kontinenten vertreten sind, darunter auch Mandelas Frau Graça Machel. Deren Ziel ist die Mithilfe bei der Lösung globaler Probleme. Tutu war der erste Vorsitzende der Elders und wurde nach dem Ende seiner Amtszeit 2013 zum Ehrenmitglied ernannt. Mandela war ebenfalls Ehrenmitglied der Elders. Peter Gabriel nennt Nelson Mandela und Desmond Tutu und The Elders in dem Liedtext des Liedes Live and Let Live, das 2023 auf dem Album i/o erschien als Vorbilder dafür. Das Lied hat Vergebung zum zentralen Thema. Gabriel beruft sich dabei auf die genannten Personen und ihre Ideen und Aussagen in diesem Zusammenhang.

## Persönliches
Mandela heiratete dreimal. Aus zwei dieser Ehen stammen sechs Kinder. Seine erste Ehe mit Evelyn Ntoko Mase, einer ANC-Aktivistin aus Engcobo und Cousine Walter Sisulus, wurde 1958 geschieden. Evelyn Ntoko Mase starb 2004. Sie hatten zusammen zwei Jungen und zwei Mädchen. Der Sohn Madiba Thembekile wurde 1945 geboren und starb 1969 bei einem Autounfall. Ihre Tochter Makaziwe kam 1947 zur Welt und starb nach neun Monaten. Sohn Makgatho Lewanika wurde 1950 geboren. Er war Anwalt und Geschäftsmann und starb am 6. Januar 2005 im Alter von 54 Jahren in Johannesburg an den Folgen der Immunschwächekrankheit AIDS. Die 1954 (1953 nach anderen Angaben) geborene Tochter wurde Pumla Makaziwe genannt. Sie studierte an der University of Massachusetts in Amherst Soziologie und erwarb dort 1993 einen Ph.D. in Anthropologie. Später bekleidete sie verschiedene Führungspositionen.
1958 heiratete Mandela Winnie Madikizela, die erste schwarze Sozialarbeiterin Johannesburgs, die ihn während des Treason Trial unterstützt hatte. Sie war eine Tochter eines früheren Landwirtschaftsministers der Transkei. Während der Haftzeit Nelson Mandelas konnten sie sich nur selten sehen. Nach politischen Belastungen trennte sich Mandela im April 1992 von Winnie Madikizela und wurde am 19. März 1996, nach 38-jähriger Ehe, von ihr geschieden. Mit ihr hatte er zwei Töchter, Zenani („Zeni“, * 1959) und Zindziswa („Zindzi“, 1960–2020). Tochter Zenani ist mit Thumbumuzi Dlamini verheiratet, einem Bruder von König Mswati III von Eswatini, ihre Kinder sind daher auch Angehörige des Königshauses von Eswatini.
An seinem 80. Geburtstag, am 18. Juli 1998, heiratete er die Politikerin und Menschenrechtsaktivistin Graça Machel, die Witwe von Samora Machel. Machel war von 1975 bis zu seinem Tod 1986 bei einem Flugzeugabsturz Präsident Mosambiks gewesen und hatte den ANC unterstützt.
Mandela wollte an der Eröffnungsfeier der Fußball-Weltmeisterschaft 2010 am 11. Juni 2010 in Johannesburg teilnehmen. Er hatte sich maßgeblich dafür eingesetzt, dass dieses Turnier in Südafrika stattfindet. Jedoch starb am Vorabend seine 13-jährige Urenkelin Zenani Mandela an den Folgen eines Autounfalls; deshalb sagte er seine Teilnahme kurzfristig ab. Zur Schlussfeier am 11. Juli 2010 war Nelson Mandela dann kurzzeitig anwesend. Es war sein letzter Auftritt in der Öffentlichkeit.
Im Juli 2011 verließ Mandela sein Haus im Johannesburger Stadtteil Houghton Estate und kehrte in sein Heimatdorf Qunu zurück. In der Folgezeit musste er mehrfach in Pretoria stationär behandelt werden. Schließlich erkrankte er im Juni 2013 lebensbedrohlich. Zahlreiche hochrangige Politiker und der anglikanische Erzbischof besuchten ihn am Krankenbett. Viele hundert Menschen, darunter Schulklassen, versammelten sich jeden Tag vor dem Mediclinic Heart Hospital, um Genesungswünsche zu äußern, zu beten und zu singen. Anfang September wurde er in sein Haus in Johannesburg entlassen. Dort starb Nelson Mandela am 5. Dezember 2013 im Alter von 95 Jahren im Kreise seiner Familie an den Folgen einer Lungenentzündung. Präsident Zuma verabschiedete seinen Vorgänger mit den Worten: „Unsere Nation hat ihren größten Sohn verloren.“

## Abschied und Gedenkfeierlichkeiten nach dem Tod Mandelas
Sein Tod wurde weltweit in Medien rezipiert; viele von ihnen veröffentlichten Nachrufe.
Barack Obama, damaliger US-Präsident (und als 44. Präsident der erste Afroamerikaner in diesem Amt), hielt eine offizielle Nachruf-Rede und ließ die US-Flaggen auf halbmast setzen.
Im Juli 2018 hielt Obama zum 100. Jahrestag von Mandelas Geburtstag in Johannesburg eine Rede.

## Beziehung zur Musik
Während seiner gesamten politischen Karriere pflegte Mandela ein enges Verhältnis zur traditionellen afrikanischen Musik. Nach seiner Haftentlassung tanzte er gelegentlich bei Konzerten auf der Bühne.
Viele Musiker unterstützten Mandela bereits während seiner Gefangenschaft. Sie schrieben ihm zu Ehren Songs oder thematisierten sein Engagement, seine Gefangenschaft und seine Vision eines versöhnten und vereinten Südafrikas. Eines der bekanntesten Solidaritätslieder für Mandela ist Free Nelson Mandela, komponiert von Jerry Dammers. Dammers sang es erstmals 1984 mit seiner Band The Special A.K.A. Das Lied wurde oft gecovert, unter anderem 2008 von Amy Winehouse. Youssou N’Dour aus dem Senegal veranstaltete mit seiner damaligen Begleitband „Super Étoile de Dakar“ im Jahr 1985 ein Konzert zur Freilassung Mandelas und sang das Lied Nelson Mandela. Der Südafrikaner Johnny Clegg schrieb den Song Asimbonanga („Wir haben ihn nicht gesehen“) 1987, um Mandelas Freilassung zu fordern. Das Lied wurde eine internationale Hymne und weltweit gespielt. Eine weitere Hymne für die Freilassung von Nelson Mandela ist Bring Him Back Home (Nelson Mandela) von Hugh Masekela aus dem Jahr 1987.
Anlässlich seines 70. Geburtstags fand am 11. Juni 1988 in London ein Solidaritätskonzert für Nelson Mandela vor 72.000 Zuschauern statt, wo – initiiert von Jerry Dammers – bekannte Musiker aus Afrika, den USA und Europa auftraten. Die Simple Minds spielten dort den Song Mandela Day. Die US-Amerikanerin Tracy Chapman, die durch dieses Konzert weltweit bekannt wurde, widmete Mandela das Stück Freedom Now auf ihrem 1989 erschienenen Album Crossroads.
Kurz nach seiner Freilassung entstand das Lied The People Want Mandela, das von zahlreichen südafrikanischen Musikern wie Jennifer Ferguson, Ray Phiri und Victor Ntoni im Stil von We Are the World 1990 komponiert und interpretiert wurde. Auch in den Folgejahren inspirierte Nelson Mandela zahlreiche Musiker, darunter die Südafrikaner Brenda Fassie (Black President), Lucky Dube (House of Exile), Yvonne Chaka-Chaka (Freedom), Koos Kombuis (Madiba Bay) und die Sängerin Nomfusi mit ihrer Begleitband The Lucky Charms. Sie veröffentlichten 2009 den Song Iqalapha (deutsch etwa: „Hier beginnt es“). Der malische Sänger Salif Keita veröffentlichte 1995 den Song Mandela. Der aus New York stammende Eric Bibb nahm 2012 mit Habib Koité aus Mali das Album Brothers in Bamako mit dem Song Nelson Mandela Is Free auf. U2 veröffentlichten 2013 zum Film Mandela – Der lange Weg zur Freiheit den Song Ordinary love. Zahara und Mzwakhe Mbuli aus Südafrika veröffentlichten das Stück Mandela. Zum Tod Nelson Mandelas schrieb der nigerianische Reggaemusiker Duncan Mighty das Lied Madiba Mandela.

## Werke

### Als Autor
- 1965: No Easy Walk to Freedom. Heinemann, London; wieder mit Kommentar von Ruth First, 1973 ISBN 0-435-90123-0
  - Mein Kampf gegen die Apartheid. Goldmann, München 1991, ISBN 3-442-12324-0.
- um 1970: I am Prepared to Die. International Defence and Aid Fund for Southern Africa, London.
  - Wofür ich bereit bin zu leben und zu sterben. Mainzer Arbeitskreis Südliches Afrika, Mainz 1973; 3. Aufl. Stuttgart 1985, DNB 870136488; wieder als »Ich bin bereit, für dieses Ideal zu sterben«, in Für eine bessere Republik. Ein Lesebuch. Reihe: Kleine Bibliothek Politik und Zeitgeschichte, 480. Pahl-Rugenstein, Köln 1987, Essay 235.
- 1986: The Struggle is my Life. Pathfinder Press, London, ISBN 0-87348-593-9
- 1994: Long Walk to Freedom. Little, Brown and Company, New York, Toronto, London ISBN 0-316-54585-6
  - Der lange Weg zur Freiheit. Übersetzung Günter Panske. S. Fischer, Frankfurt am Main 1994, ISBN 3-10-047404-X.
- 1996: Nelson Mandela: An Illustrated Biography. Little, Brown & Co, New York, ISBN 0-316-55038-8
- 2003: From Freedom to the Future. Tributes and Speeches. Jonathan Ball, Johannesburg, ISBN 978-1-86842-157-2
- 2011: Conversations with Myself. Farrow, Straus and Giroux, New York City, ISBN 978-1-4299-8839-1
  - Bekenntnisse. Piper, München 2010, ISBN 978-3-492-05416-4.[115][116]
- postum: The Prison Letters of Nelson Mandela. New York 2018, ISBN 978-1-63149-117-7
  - Briefe aus dem Gefängnis. Beck, München 2018, ISBN 978-3-406-71834-2.
- postum, mit Mandla Langa: Dare not linger. The presidential years. Farrar, Straus and Giroux, New York City 2017, ISBN 978-0-374-13471-6 (englisch).
  - Dare not linger – Wage nicht zu zögern. Die Präsidentenjahre. Autorisierte Biografie. Lübbe, Köln 2017, ISBN 978-3-7857-2596-2.

### Als Herausgeber
- 2004: Nelson Mandela’s Favorite African Folktales. W. W. Norton & Group, ISBN 978-0-393-32624-6.
  - Meine afrikanischen Lieblingsmärchen. C. H. Beck, München 2007, ISBN 978-3-406-51862-1.

## Ehrungen

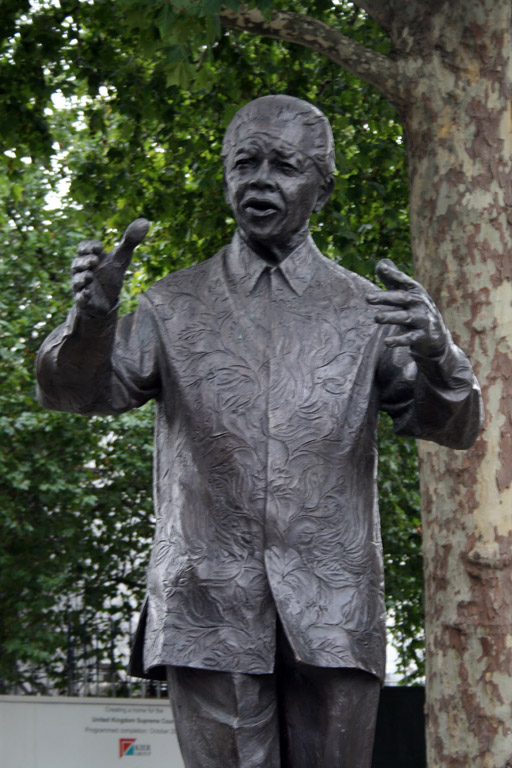
Nelson-Mandela-Statue von Ian Walters in London auf dem Parliament Square

Nelson Mandela erhielt zahlreiche Auszeichnungen, unter anderem den Friedensnobelpreis, Ehrungen der Vereinten Nationen, das Großkreuz des Bailli, die höchste Auszeichnung des englischen Johanniter-Ordens Order of Saint John sowie den Order of Merit durch Königin Elisabeth II. und die Presidential Medal of Freedom vom damaligen US-Präsidenten George W. Bush. Außerdem wurden ihm über 50 internationale Ehrendoktorwürden verliehen.
- 1981 bekam er den österreichischen Bruno-Kreisky-Preis für Verdienste um die Menschenrechte.
- 1983 verlieh ihm die UNESCO den Simón-Bolívar-Preis.[117]
- 1985 wurde er zum Ehrenbürger von Florenz ernannt.[118]
- 1987 verlieh ihm die Universität Leipzig die Ehrendoktorwürde.[119]
- 1988 erhielt er den Stern der Völkerfreundschaft der DDR
- 1988 erhielt er den Menschenrechtspreis der Vereinten Nationen[120] und gehörte zu den ersten Preisträgern des neu gestifteten Sacharow-Preises der EU.
- 1990 wurde er mit Indiens höchstem zivilen Orden, dem Bharat Ratna ausgezeichnet. Bis dahin hatten diese Ehrung nur zwei Nicht-Inder erhalten: Mutter Teresa und Khan Abdul Ghaffar Khan.
- 1990 wurde ihm der Internationale Lenin-Friedenspreis der UdSSR verliehen, die Auszeichnung wurde erst 2002 in Moskau übergeben.
- 1991 war er gemeinsam mit Frederik Willem de Klerk erster Preisträger des Félix-Houphouët-Boigny-Friedenspreises der UNESCO.
- 1992 würdigte der ANC sein Engagement mit der Auszeichnung Isitwalandwe.
- 1992 erhielt er den spanischen Prinz-von-Asturien-Preis für Internationale Zusammenarbeit, ebenfalls mit Frederik Willem de Klerk.
- 1992 Orden Nishan-e-Pakistan
- 1993 wurde ihm in Oslo – wiederum gemeinsam mit Frederik Willem de Klerk – der Friedensnobelpreis verliehen.
- 1994 wurde er zum Mitglied der American Philosophical Society gewählt.[121]
- 1995 wurde er mit dem britischen Order of Merit durch Königin Elisabeth II. ausgezeichnet.
- 1996 bekam er den dänischen Elefanten-Orden (Ritterorden) und
- 1997 den schwedischen Königlichen Seraphinorden.
- 1997 wurde ihm das Großkreuz mit Collane (höchste Ehrung) des Finnischen Ordens der Weißen Rose verliehen.
- 1998 wurde er mit dem Honorary (Ehren) Companion (höchster Leistungsgrad gegenüber Kanada und der Menschheit) des Order of Canada ausgezeichnet.
- 1998 wurde ihm der ukrainische Orden des Fürsten Jaroslaw des Weisen I. Klasse verliehen.
- 1998 wurde ihm das Großkreuz des norwegischen Sankt-Olav-Ordens verliehen.
- 1998 bekam er die Congressional Gold Medal der Vereinigten Staaten.
- 1998 erhielt er den Deutschen Medienpreis in Baden-Baden.
- 1999 Honorary Companion für den höchsten Dienst für Australien oder die Menschheit des Order of Australia, gestiftet durch Königin Elisabeth II.
- 1999 Collane (höchster Grad) des spanischen Ordens de Isabel la Católica für Verdienste um Kunst und Wissenschaft.
- 1999 wurde ihm das Großkreuz des Verdienstordens der Republik Ungarn verliehen.
- 2000 wurde er mit dem Gandhi-Friedenspreis der indischen Regierung ausgezeichnet.
- 2000 erhielt er in London den Methodistischen Friedenspreis (World Methodist Peace Award).
- 2000 Benjamin Franklin Medal for Distinguished Public Service der American Philosophical Society
- 2000 wurde in der südafrikanischen Provinz Ostkap das Nelson Mandela Museum eröffnet.
- 2001 wurden die südafrikanischen Städte Port Elizabeth, Uitenhage und Despatch in der Provinz Ostkap zur Nelson Mandela Bay Municipality zusammengelegt.
- 2002 wurde er mit der Freedom Medal des Four Freedoms Award ausgezeichnet für Verdienste um die „vier Freiheiten“, die US-Präsident Roosevelt 1941 hervorgehoben hatte.
- 2002 erhielt er durch Präsident George W. Bush die Freiheitsmedaille („The Presidential Medal of Freedom“), die höchste zivile Auszeichnung der USA.
- 2002 wurde ihm die Queen Elizabeth II Golden Jubilee Medal verliehen.
- 2002 erhielt er den neugeschaffenen Order of Mapungubwe der südafrikanischen Regierung in Platin, der höchsten Stufe.
- 2006 wurde ihm von Nadine Gordimer in Johannesburg die Auszeichnung „Botschafter des Gewissens“, verliehen durch Amnesty International, überreicht.
- 2007 machte ihn die serbische Hauptstadt Belgrad zu ihrem Ehrenbürger.
- 2007 wurde die Nelson-Mandela-Statue in London enthüllt.
- 2009 wurde er als auswärtiges Ehrenmitglied in die American Academy of Arts and Sciences gewählt.
- 2009 beschloss die UN-Vollversammlung die Ausrufung des Internationalen Nelson-Mandela-Tags am 18. Juli. An diesem jährlichen Gedenktag soll jeder einen persönlichen Beitrag zur Verbesserung der Gesellschaft leisten.
- 2010 erhielt er den Orden vom Aztekischen Adler, den höchsten mexikanischen Verdienstorden für Ausländer.
- 2011 wurde das Kanzleigebäude mit dem Büro von Mandela & Tambo, das von 1952 bis 1960 bestand, renoviert und zur Gedenkstätte ausgebaut.[122]
- 2012 wurde die ausgestorbene Spechtart Australopicus nelsonmandelai nach Mandela benannt.
- 2012: Anlässlich des 50. Jahrestages seiner Verhaftung am 5. August 1962 wurde am Ort der Verhaftung bei Howick eine Skulptur aufgestellt. 50 laser-geschnittene Stahlstelen, bis zu 9,50 m hoch, formen aus einem bestimmten Blickwinkel ein Bild Mandelas. Die Skulptur mit dem Titel Capture stammt von Marco Cianfanelli aus Johannesburg.[123][124]
- 2013: Am Ende der zehntägigen Staatstrauer enthüllte Staatspräsident Zuma in Pretoria am 16. Dezember (Versöhnungstag) eine monumentale Statue Nelson Mandelas. Es handelt sich um ein Werk des südafrikanischen Bildhauers Andre Prinsloo.[125]
- 2013: Die Volksrepublik China erklärte durch Hong Lei, Sprecher ihres Außenministeriums, Mandela zum Alten Freund des chinesischen Volkes und würdigte anlässlich seines Todes dessen Verdienste zur Entwicklung diplomatischer Beziehungen, die offiziell erst 1998 aufgenommen wurden.[126][127]
- 2014: Am 18. Juli erhielt ein Park nahe dem Hauptbahnhof Bremen und rund um ein Antikolonialdenkmal den Namen „Nelson Mandela Park“.[128]
- 2016: Am 26. April 2016 wurde in der palästinensischen Stadt Ramallah eine von ihrer Partnerstadt Johannesburg gestiftete und von drei südafrikanischen Künstlern gestaltete, sechs Meter hohe Bronzestatue Mandelas eingeweiht.[129]
- 2018: Mit Erstausgabetag 12. Juli 2018 gab die Deutsche Post AG als Gemeinschaftsausgabe mit Südafrika ein Postwertzeichen im Nennwert von 70 Eurocent zum 100. Geburtstag von Nelson Mandela heraus. Der Entwurf stammt von den Grafikern Annette le Fort und André Heers aus Berlin.

## Trivia
Eine von einer großen Bevölkerungsmasse kollektiv angenommene falsche Erinnerung (Konfabulation) bezeichnet man auch als Mandela-Effekt. Der Begriff wurde von der selbsterklärten paranormalen Forscherin Fiona Broome geprägt und baut auf dem angeblich weit verbreiteten Irrglauben auf, Mandela wäre bereits während seiner Haftzeit in den 1980er Jahren verstorben.

## Filme über Mandela

### Dokumentationen
- Freiheit für Nelson Mandela. Dokumentation, Deutschland, Südafrika, 1986, 43 Minuten, Buch und Regie: Ebbo Demant
- Mandela. Dokumentation, Südafrika/USA, 1996, 118 Minuten, Regie: Angus Gibson und Jo Menell
- Nelson Mandela – Der Versöhner. Dokumentation, USA, 1999, 112 Minuten, Regie: Clifford Bestall
- Angeklagt: Nelson Mandela. Der Rivonia-Prozess. Dokumentation, Dänemark, Deutschland, Großbritannien, Südafrika, 2004, 52 Minuten, Buch und Regie: Pascale Lamche, Produktion: ZDF, Inhaltsangabe von arte
- Nelson Mandela. Eine Legende wird 90. Dokumentation, Deutschland, Südafrika, 2008, Buch und Regie: Richard Klug, Produktion: Phoenix, Erstausstrahlung: 13. Juli 2008, Frankfurter Rundschau
- Nelson Mandelas Rede am 22. Mai 1996 im Deutschen Bundestag.
- Madiba – Das Vermächtnis des Nelson Mandela. Dokumentarfilm, Deutschland, Südafrika, 2013, 85 Min., Buch und Regie: Khalo Matabane, Produktion: Born Free Media, gebrueder beetz filmproduktion, ZDF, BBC, arte, Erstsendung: 23. April 2014 bei arte, Inhaltsangabe von ARD.

### Spielfilme
- Mandela. Vereinigtes Königreich, 1987, 135 Minuten, Regie: Philip Saville, mit Clarke Peters als Mandela
- Goodbye Bafana. Belgien, 2007, 140 Minuten, Regie: Bille August, mit Dennis Haysbert als Mandela; das Drehbuch basiert auf den Memoiren von Mandelas Gefängniswärter
- Invictus – Unbezwungen. USA, 2009, 134 Minuten, Regie: Clint Eastwood, mit Morgan Freeman als Mandela
- Endgame. Vereinigtes Königreich, 2009, 101 Minuten, Regie: Pete Travis, mit Clarke Peters als Mandela, über die Ereignisse, die zum Ende des Apartheidsystems führten
- Mandela – Der lange Weg zur Freiheit. Vereinigtes Königreich/Südafrika, 2013, Regie: Justin Chadwick, mit Idris Elba als Mandela. Weltpremiere auf dem Toronto International Film Festival am 7. September 2013, ab 30. Januar 2014 Aufführungen in Deutschland.

## Musical
- Mandela Trilogy (2010)